# Bo Gustafsson
Bo Gustafsson (Skee, 29 september 1954) is een voormalige Zweedse snelwandelaar. Hij werd meervoudig Zweeds kampioen en nam driemaal deel aan de Olympische Spelen.
Zijn grootste succes behaalde Gustafsson bij de Olympische Spelen van 1984 in Los Angeles. Hij won daar een zilveren medaille op de 50 km snelwandelen. Met een tijd van 3:53.19 finishte hij achter de Mexicaan Raúl González (goud; 3.47,26) en voor de Italiaan Sandro Bellucci (brons; 3.53,45). Verder won hij bij de Europese kampioenschappen van 1982 in Athene een bronzen medaille op hetzelfde nummer.

## Titels
- Zweeds indoorkampioen 5000 m snelwandelen - 1997
- Zweeds kampioen 10.000 m snelwandelen - 1975, 1976, 1977, 1980, 1981, 1982, 1983, 1984
- Zweeds kampioen 20 km snelwandelen - 1980, 1981, 1982, 1983, 1984, 1985, 1986, 1989, 1990
- Zweeds kampioen 50 km snelwandelen - 1983, 1985, 1986, 1987, 1989, 1991, 1993
- Nordic kampioen 20 km snelwandelen - 1983

## Persoonlijke records
Outdoor
| Onderdeel          | Prestatie | Datum             | Plaats |
| ------------------ | --------- | ----------------- | ------ |
| 50 km snelwandelen | 3:44.49   | 30 september 1988 | Seoel  |

Indoor
| Onderdeel           | Prestatie | Datum        | Plaats       |
| ------------------- | --------- | ------------ | ------------ |
| 5000 m snelwandelen | 19.27,43  | 7 maart 1987 | Indianapolis |

## Palmares

### 5000 m snelwandelen (indoor)
- 1987: 10e WK - 19.27,43

### 20 km snelwandelen
- 1978: 10e EK
- 1980: DSQ OS

### 50 km snelwandelen
- 1980: DNF OS
- 1982:  EK - 4:01.21
- 1984:  OS - 3:53.19
- 1986: 7e EK
- 1988: 7e OS - 3:44.49
- 1991: DNF WK